# 馬里蘭與賓夕法尼亞鐵路
馬里蘭與賓夕法尼亞鐵路（Maryland and Pennsylvania Railroad，常被簡稱為「Ma and Pa」），是位於美國賓夕法尼亞州約克郡與漢諾瓦之間的鐵路，但於1901年到1950年代之間，其客運與貨運營運範圍為賓夕法尼亞州約克與馬里蘭州巴爾的摩之間。在1930年代與1940年代之間，馬里蘭與賓夕法尼亞鐵路以其古老的設備以及行經馬里蘭與賓夕法尼亞兩州之山丘鄉野間的蜿蜒路線，於鐵道愛好者中享有盛名。馬里蘭與賓夕法尼亞鐵路於約克至巴爾的摩之間的路線長為77.2英里（124公里；兩地之間直線距離僅有45英里（72公里）），反映出本鐵路本為兩條窄軌距鐵路不經意合併所成的歷史。
馬里蘭與賓夕法尼亞鐵路的客運服務於1954年8月31日停止，從巴爾的摩至馬里蘭－賓夕法尼亞州州界以南的的路線在1958年6月廢棄。到了1984年，其餘的原始路線大多也已廢棄。馬里蘭與賓夕法尼亞鐵路在1980年代取得原賓夕法尼亞鐵路於約克至漢諾瓦之間長19英里（31公里）的路線，現由約克鐵路營運。

## 歷史

### 十九世紀
馬里蘭與賓夕法尼亞鐵路的前身是19世紀的兩個窄軌距（3英尺，合 914 mm）鐵路－－巴爾的摩與德爾他鐵路（Baltimore & Delta Railway，後改稱巴爾的摩與李海鐵路（Baltimore & Lehigh Railway）），以及約克與皮曲巴頓鐵路（York and Peach Bottom Railway，後改稱約克南方鐵路（York Southern Railroad））。:61
巴爾的摩與德爾他鐵路的建築始於1881年，於1882年4月17日開始巴爾的摩至陶森的客運服務。1882年稍後該公司併入馬里蘭中央鐵路。其路線於1883年6月21日向北延伸至貝萊爾，:22並於1884年1月延伸至賓夕法尼亞州的德爾他，全線完工。
賓夕法尼亞州的皮曲巴頓鐵路（Peach Bottom Railway）公司於1871年成立。該公司的窄軌鐵路路線中段－－約克至雷德萊恩－－於1874年開通，向南至德爾他的路線於1876年完工。:11不過公司在1881年破產，於1882年重組為約克與皮曲巴頓鐵路。該公司與馬里蘭中央鐵路於1891年合併為巴爾的摩與李海鐵路（Baltimore and Lehigh Railroad Company），合併後新公司的列車行駛於約克至巴爾的摩之間。不過到了1893年由於財務問題，該公司再度分割為巴爾的摩與李海鐵路（Baltimore and Lehigh Railway Company）以及約克南方鐵路（York Southern Railroad）。
兩家鐵路公司在1890年代都掙扎於貨運運量低下與財務困難。由於其路線為窄軌，兩家公司的車廂都不能與其他公司的路線交流。終於在1898年到1900年之間，兩家公司的路線都改為標準軌距，並於1901年2月12日合併為馬里蘭與賓夕法尼亞鐵路（ Maryland and Pennsylvania Railroad）。拓寬以後馬里蘭與賓夕法尼亞鐵路在巴爾的摩與約克之間的蜿蜒路線長達77.2英里（124公里）；相較之下，與其競爭的賓夕法尼亞鐵路的北方中央鐵路路線，巴爾的摩到約克之間的路線長度僅為56英里（90公里）。馬里蘭與賓夕法尼亞鐵路路線的坡度最大高達2.3%，並有55個16到20度之間的急彎（大多數的鐵路幹線轉彎不超過6度，即使是行經洛磯山脈的丹佛與里歐格蘭德西方鐵路，其幹線轉彎也不超過20度。）

### 二十世紀
合併後，馬里蘭與賓夕法尼亞鐵路經營約克與巴爾的摩之間的客貨運業務，以及兩端點站鄰近地區之區間服務，行駛郵件列車與快車，運輸石板、大理石、無煙煤、木材、家具與農產品。 在賓夕法尼亞區間，來自德爾他（Delta）的石板，以及雷德萊恩（Red Lion）與約克的製品，為主要的輸出貨物。在馬里蘭區間，輸入的無煙煤與乳製品占了貨物的大宗。:83 從福爾斯頓（Fallston）出發的早班列車每天運輸1100加侖的牛奶，被稱為“銀河（Milky Way）”（英文字面為牛奶之路）。 本路開始盈利，運量需要增備機車。於1913年購入了兩輛0-6-0鮑爾溫製調車用機車，編為29與30號，被稱為本路之寶。 下一年購入了三部鮑爾溫製 2-8-0 "Consolidations" 機車，提供更強大的牽引力供貨運列車使用。:87 在最高峰時，本路有16部機車和160部車輛，有573名員工。

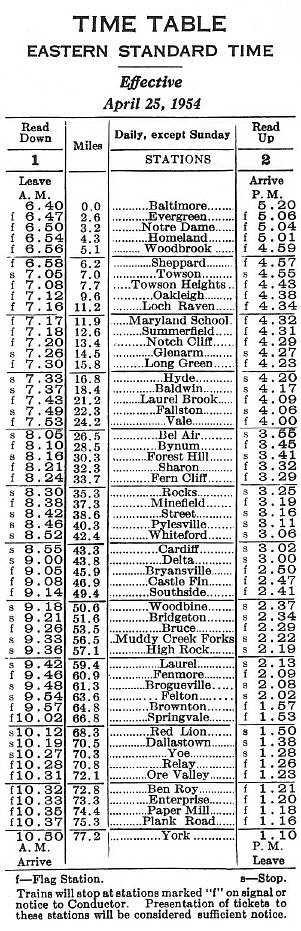
馬里蘭與賓夕法尼亞鐵路最後的客運時刻表，1954年

在1920年代，由於卡車和汽車競爭，客運量與零擔（行李）貨運量開始下降，包括路線沿線許多牧場的牛乳。本路在1927年至1928年間使用較經濟的燃氣電動自走客車取代蒸汽動力客運列車。在1920年代，由於沿線有更多的工廠，貨運量提升，收入足以使公司在1930年和1931年宣布分發紅利。:111 但此榮景隨著經濟大蕭條而中止，本路的收入在1932年至1935年間減半。:114
在1930年代中期，馬里蘭與賓夕法尼亞鐵路成為早期鐵道迷的最愛之一。本路蜿蜒於馬里蘭州與賓夕法尼亞州之山區的路線引人入勝。本路也推出由早期舊式蒸氣列車牽引的觀光列車，頗受歡迎。
第二次世界大戰以後，馬里蘭與賓夕法尼亞鐵路購入了四部更經濟的柴油機車，但是運量顯著下降。美國郵政取消了與馬里蘭與賓夕法尼亞鐵路的郵運合約以後，本路在1954年8月31日終止客運服務。:141最後一班客運列車上的一位乘客，回想當時列車上，很多旅客是特地由外地，例如波士頓、華盛頓特區，與國家鐵路歷史學會的成員一起搭乘。 本路的最後一部蒸汽機車在1956年11月29日最後營運。
本路長44-英里（71-） 的巴爾的摩至懷特福德區間於1950年代嚴重缺乏運量。最後的重要運輸之一，是在1956年運輸印第安納採石場的石灰石建造巴爾的摩聖母主教座堂。:151巴爾的摩至懷特福德區間於1958年6月11日停駛並拆除，目前僅餘當年於陶森跨越約克路的鋼梁橋之石建橋基。1999年當地團體設置了一個青銅告示牌於西側橋基上，以紀念本路在陶森的歷史。
於1960年代，馬里蘭與賓夕法尼亞鐵路持續營運懷特福德至約克區間，34.8英里（56公里）長的路線，幾乎全位於賓夕法尼亞州境內。1964年在雷德萊恩附近增建了長905英呎（276公尺）的側線通至新建的雪茄菸盒工廠。 在1971年，本路由伊蒙斯工業（Emons Industries）收購。 本路的賓夕法尼亞區間營運到1978年6月14日，業務主要是運輸德爾他附近之採石場所產的石板，以及雷德萊恩一家工廠生產的家具，其後路線縮短到僅餘9英里14公里）之約克至雷德萊恩區間。 雷德萊恩的貨運站於1980年11月1日停止營運。而位於雷德萊恩的家具廠在1984年停業，本路的雷德萊恩區間也廢棄了。

## 現況
伊蒙斯工業收購馬里蘭與賓夕法尼亞鐵路後，又於1980年代收購了約克與漢諾瓦之間長為19英里（31），原屬賓州鐵路的一段支線鐵路。 1999年12月，伊蒙斯工業將其馬里蘭與賓夕法尼亞鐵路分公司與另一個地區性短路線鐵路，約克鐵路（Yorkrail），合併成約克鐵路。 2002年，Genesee and Wyoming收購了現在全長為42-英里（68-）的約克鐵路，包括舊屬馬里蘭與賓夕法尼亞鐵路位於約克與漢諾瓦之間的路線。 約克鐵路現在服務路線上約40家客戶，並與諾福克南方鐵路以及CSX運輸的路線連接。不過在2000年代中晚期開始，原屬賓州鐵路弗雷德里克分區，從史托福斯頓（Stoverstown）到漢諾瓦之間的路線停止營運，僅有一小段路線用於通往史托福斯頓的BAE Systems 工廠的不定期列車。史托福斯頓到漢諾瓦之間的停駛路段將於2021年拆除成為步道。
在約克，仍保留一小段（3-英里（5-））的原始路線，位於Laurel 與Muddy Creek Forks之間，由馬里蘭與賓夕法尼亞鐵路保存協會（Maryland and Pennsylvania Railroad Preservation Society）維護。 該協會係於1986年由熱心人士與馬里蘭與賓夕法尼亞鐵路的前員工成立，恢復了Muddy Creek Forks 車站以及一些車輛。 而獲得保存的雷德萊恩車站現在為由雷德萊恩地區歷史協會營運的博物館。 其它舊有路線上留存的建築，包括散存的橋梁基座、一些車站建築，例如位在馬里蘭州海茲（Hydes）的車站與商店複合建築。另外位在馬里蘭州格倫阿姆 (馬里蘭州)的車站建築也仍然存在，興建於1909年的站房於2019年8月5日由巴爾的摩郡議會指定為受保存的歷史地標。 在馬里蘭州的哈福德郡，長為6英里（10公里）的馬里蘭與賓夕法尼亞鐵路路線，在1998年改建為步道，現在稱為馬里蘭與賓夕法尼亞鐵路步道（Ma and Pa Trail），經過貝萊爾，供健行與自行車騎乘使用。
在巴爾的摩的賓州車站附近，仍然保存著馬里蘭與賓夕法尼亞鐵路的部分路線、機車庫、貨運倉庫、場站設施。此區目前由巴爾的摩路面電車博物館管理。
在約克郡，泥溪橋（Muddy Creek Bridge）、德爾他桁架橋，以及史考特溪北橋於1995年被列入美國國家史蹟名錄。

## 圖集

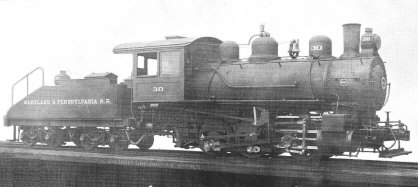
鮑爾溫機車廠製 0-6-0 蒸汽機車，編號為30號，建於1913年，由馬里蘭與賓夕法尼亞鐵路擁有，使用至1956年。為該鐵路之典型老式車輛。
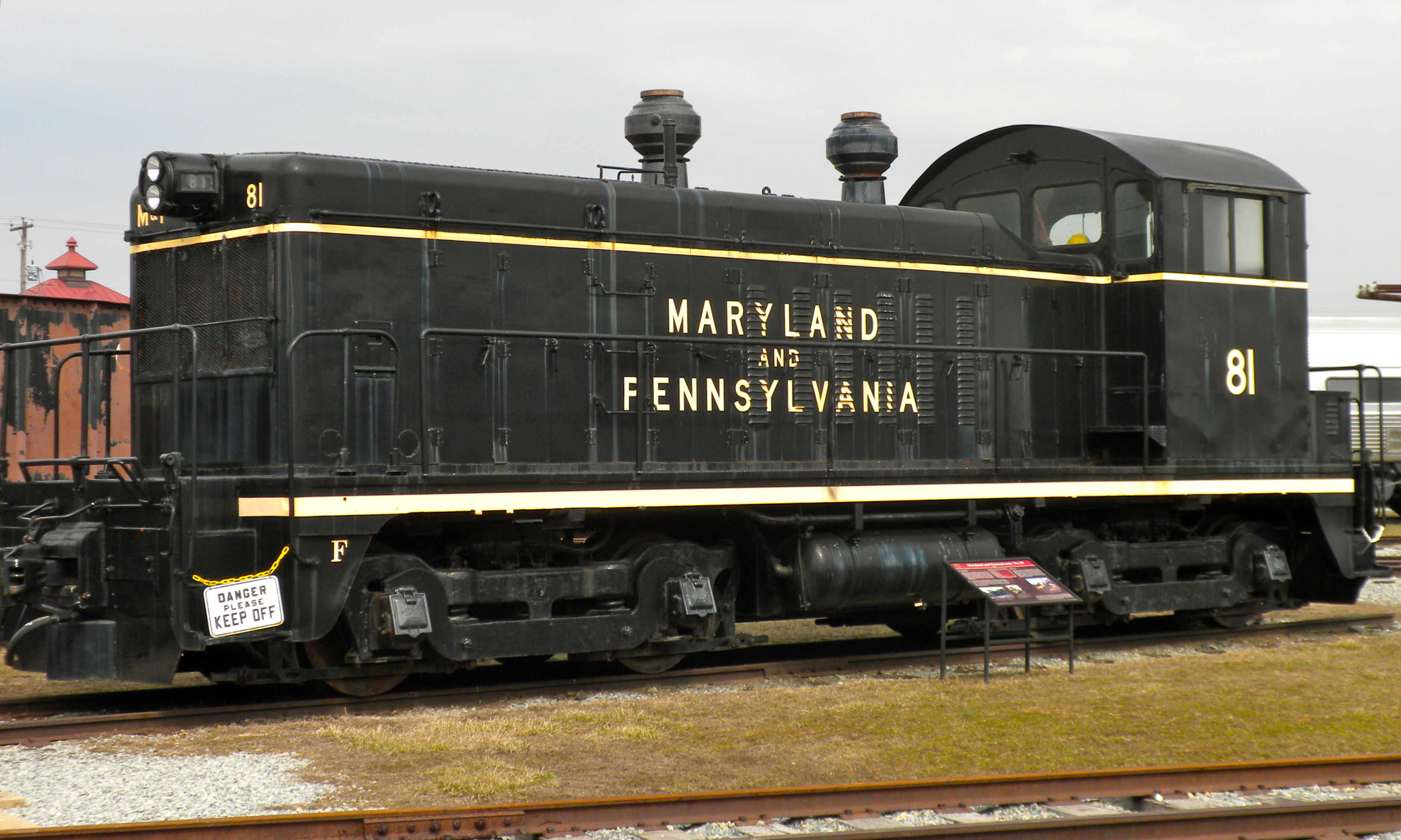
1946年購入的81號機車，型式為EMD NW2（英语：EMD NW2），現存於賓夕法尼亞鐵路博物館（英语：Railroad Museum of Pennsylvania）
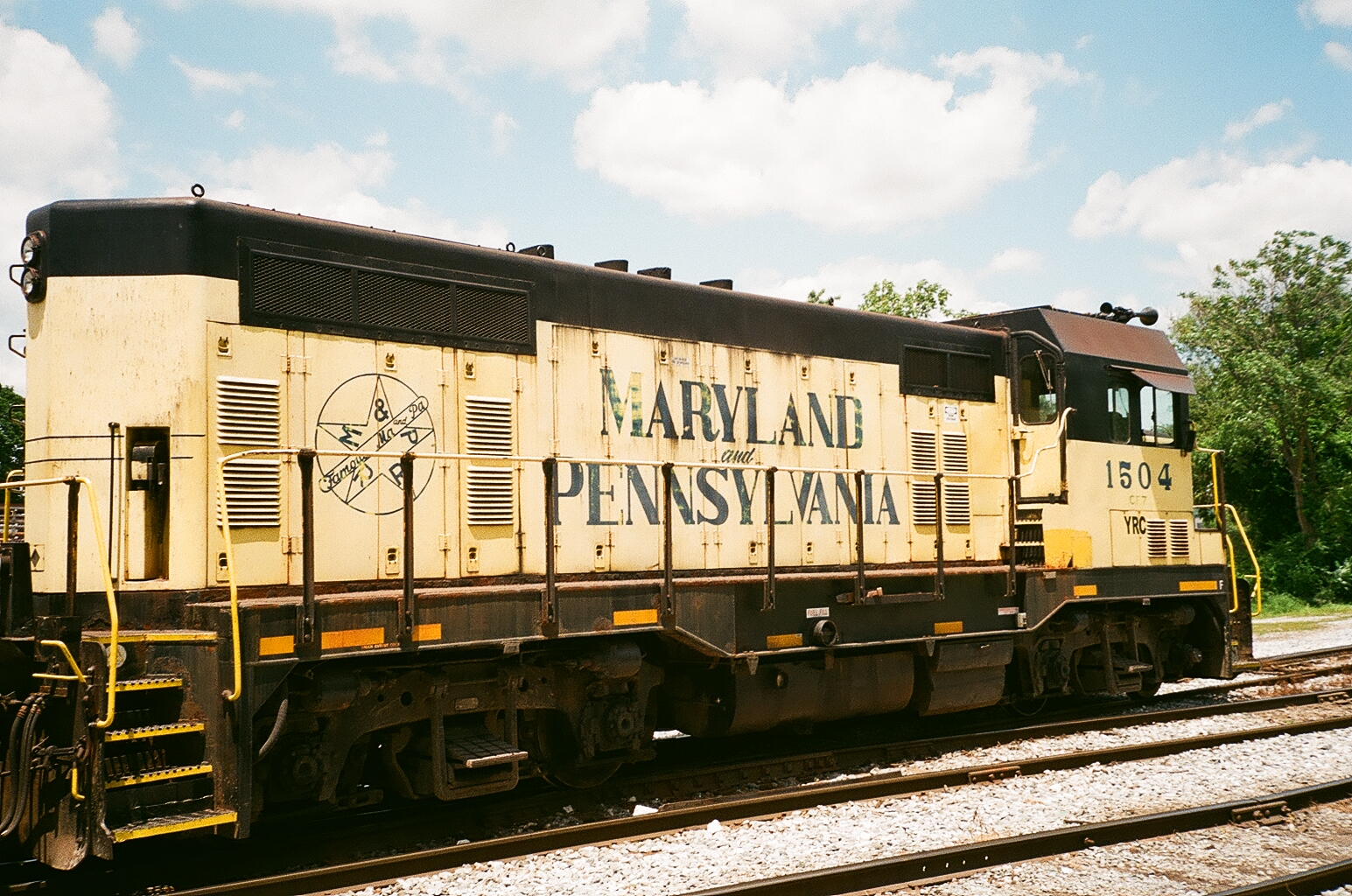
馬里蘭與賓夕法尼亞鐵路的F20型柴電機車，於賓夕法尼亞州約克。
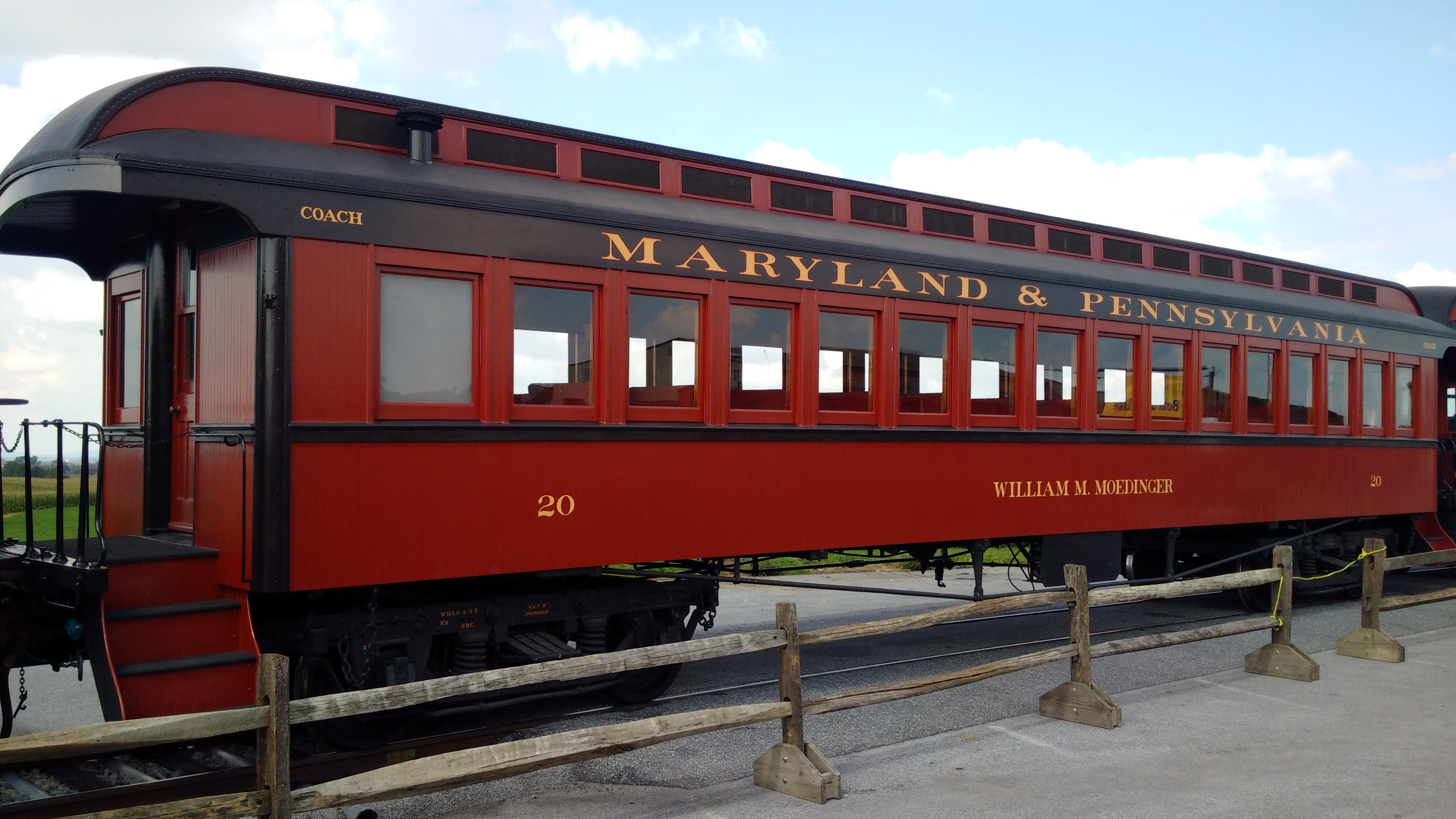
馬里蘭與賓夕法尼亞鐵路的20號客車，2017年於Strasburg Railroad（英语：Strasburg Railroad）史特拉斯堡鐵路
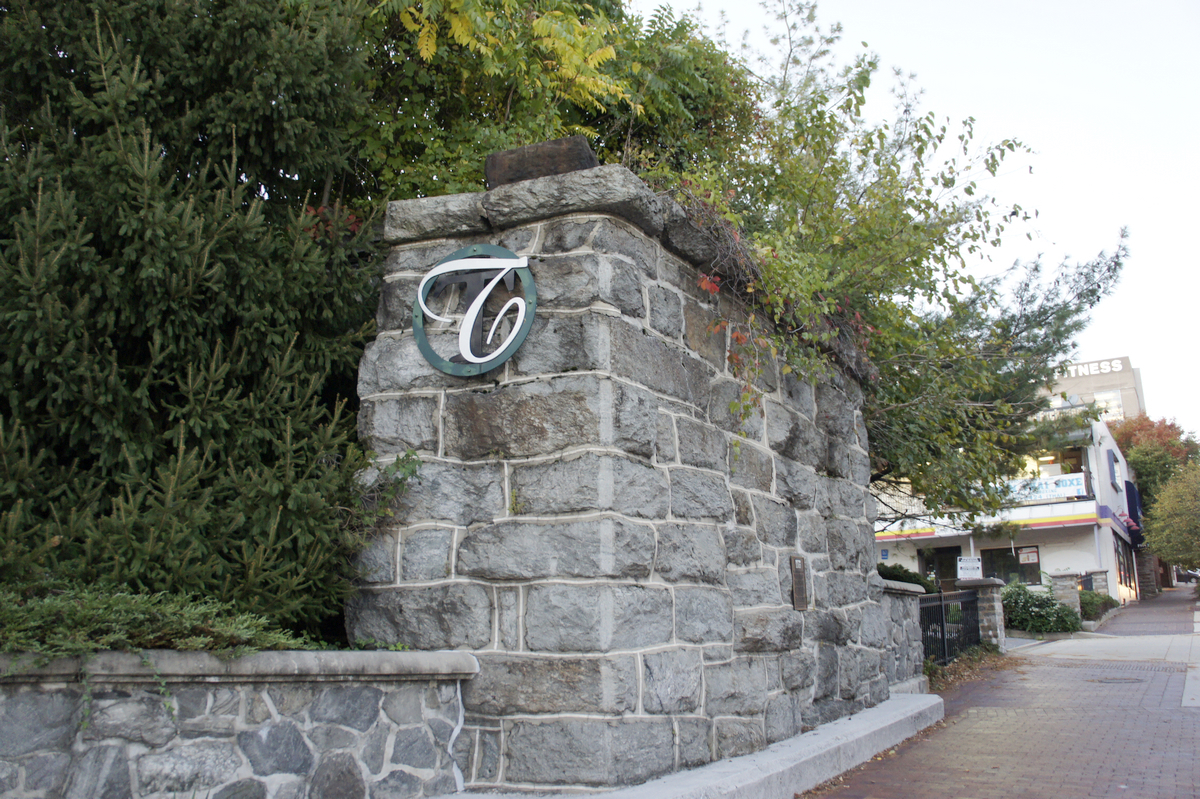
馬里蘭與賓夕法尼亞鐵路跨越馬里蘭州陶森的約克路上舊鐵橋的橋台
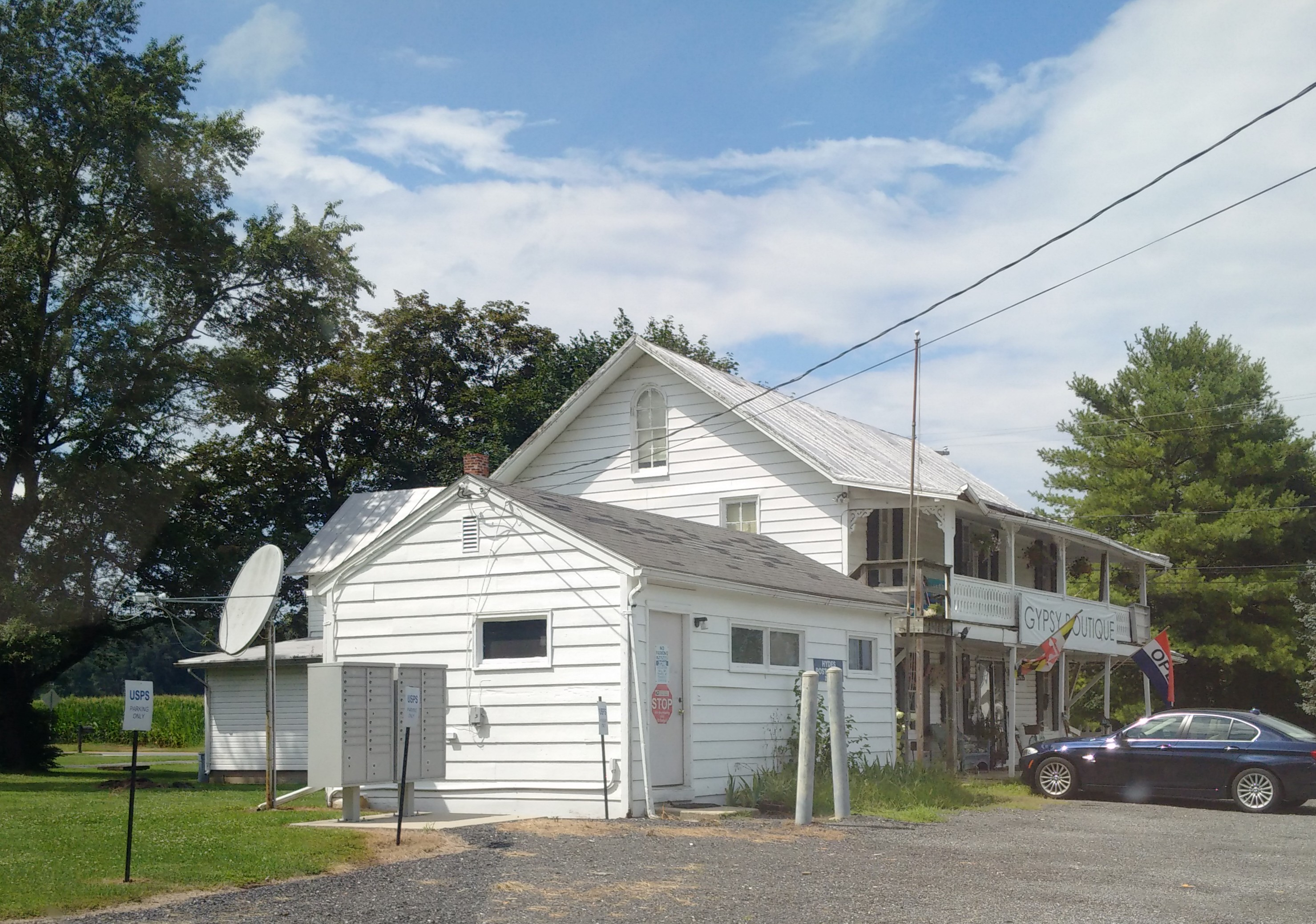
海茲車站
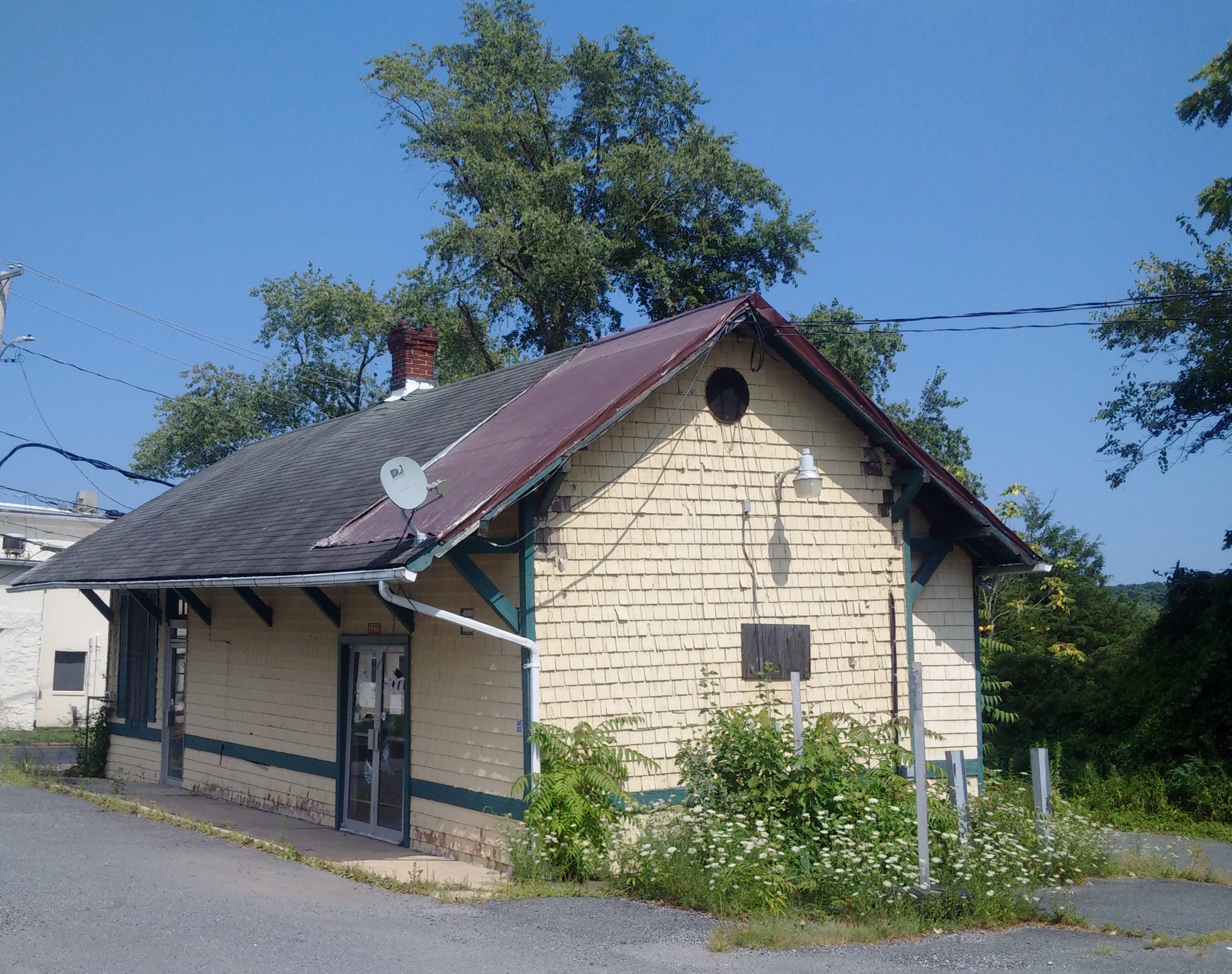
格倫阿姆車站
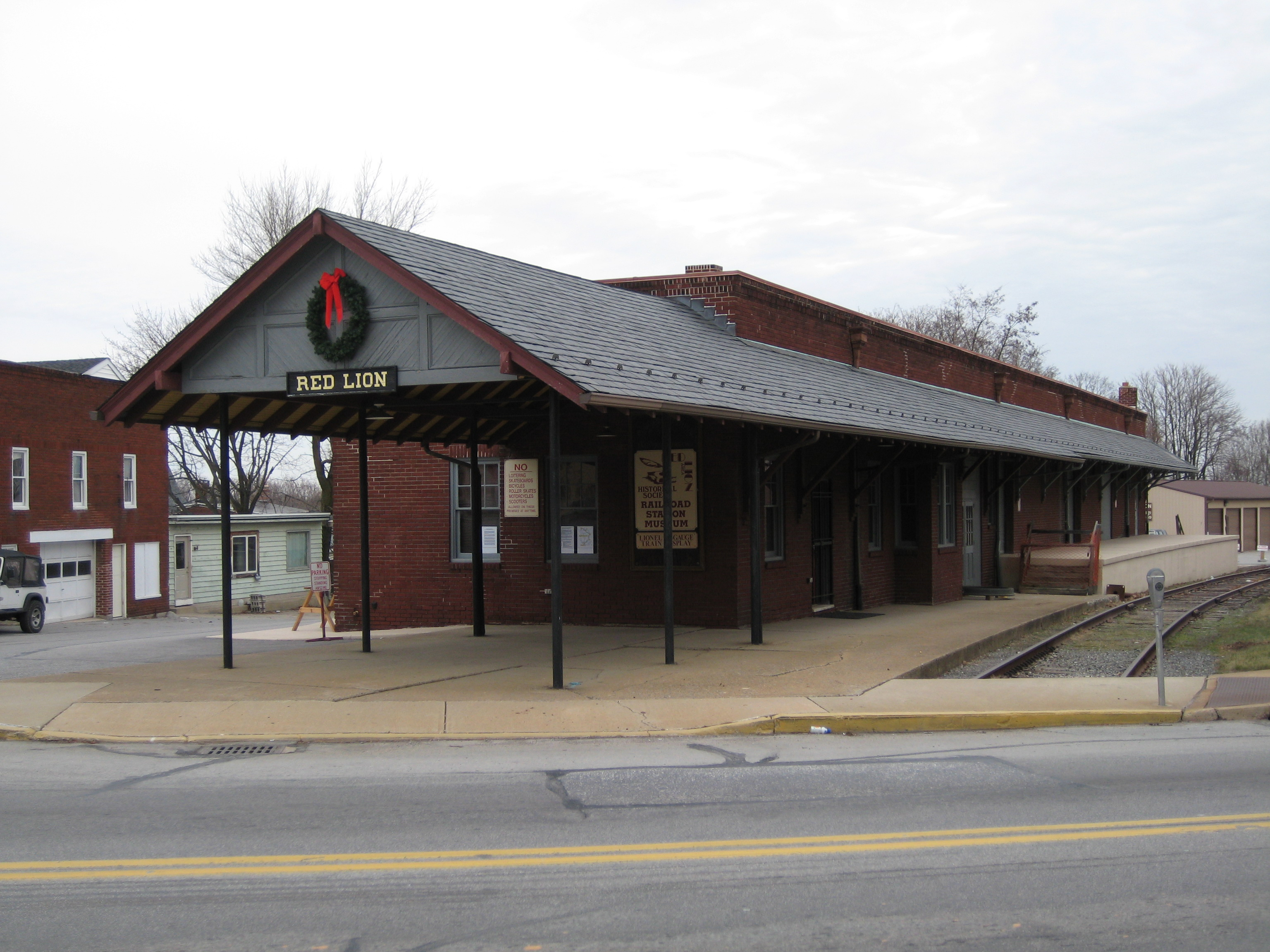
馬里蘭與賓夕法尼亞鐵路之雷德萊恩車站，賓夕法尼亞州。
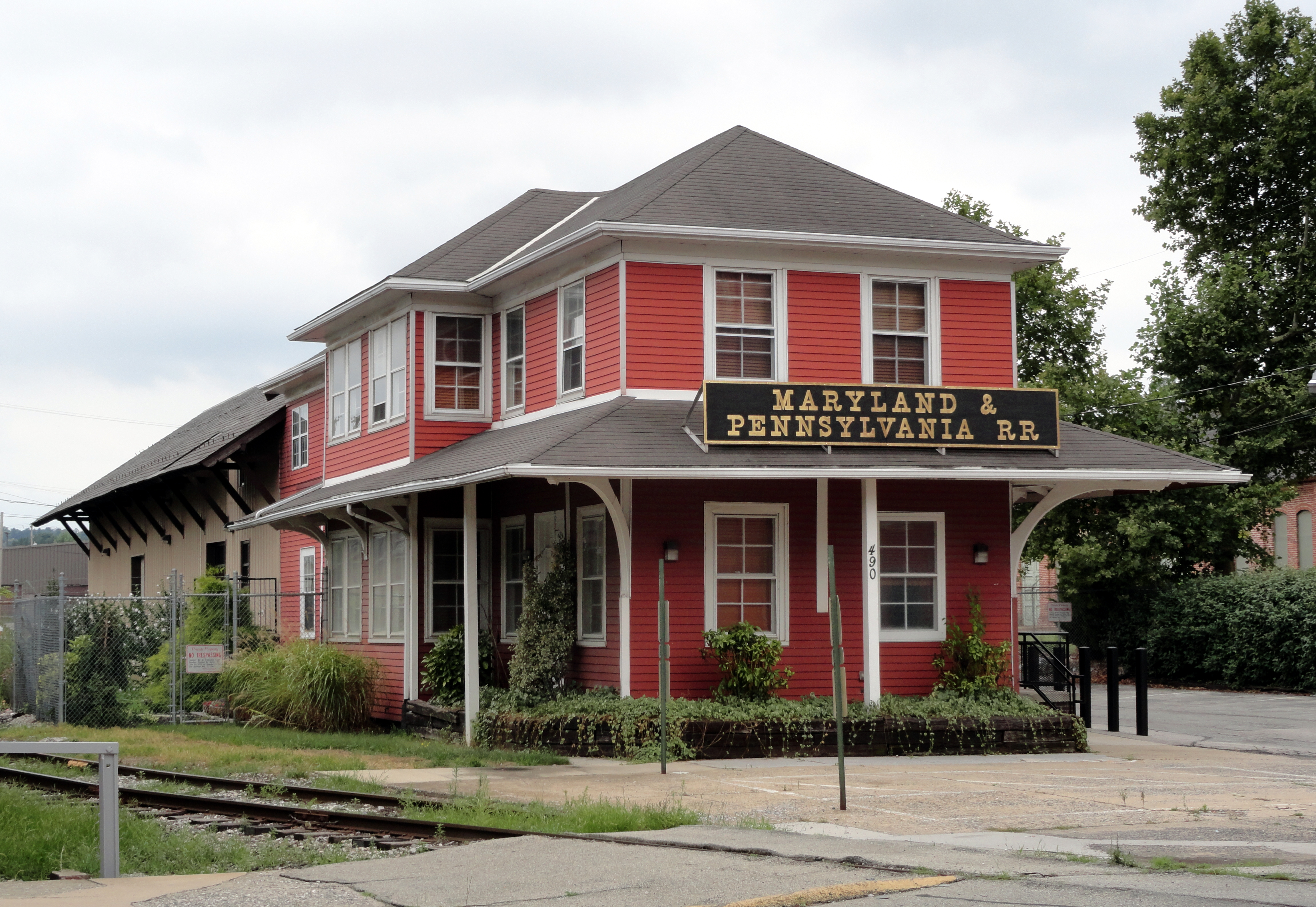
位於約克的馬里蘭與賓夕法尼亞鐵路車站與貨運倉庫

- 馬里蘭與賓夕法尼亞鐵路的列車經過陶森的約克路（英语：File:Ma_%26_Pa_RR.jpg）
- 1958年6月11日離開陶森的最後一班馬里蘭與賓夕法尼亞鐵路列車。（英语：File:Ma_&_Pa_RR_at_Towson.jpg）

## 外部連結
- York Railway （页面存档备份，存于）, official Genesee and Wyoming website
- The Maryland and Pennsylvania Railroad Historical Society
- Ma and Pa Railroad History in Harford County (MA & PA Heritage Trail website)
- Maryland and Pennsylvania Railroad Preservation Society （页面存档备份，存于）
- Film of steam-powered excursion train on the Ma & Pa, powered by Canadian Pacific 4-6-2 engine #1286. （页面存档备份，存于）